# Ramón Salgado Pérez
Ramón Salgado Pérez (Carril, Vilagarcía de Arousa, 1894 - pazo d'A Moroza, Paradela-Meis, 1972) fou un advocat i polític gallec. Llicenciat en dret per la Universitat de Santiago de Compostel·la i propietari agrari, participà en el Congrés Agrari de Lavadores de 1917, on defensà tesis antisocialistes i fundà la Federación Agraria de Caldas-Cambados, que va donar suport el sector maurista del Partit Conservador. Tanmateix, el 1918 es declarà partidari d'abolir els foros i, influït per Emiliano Iglesias Ambrosio, va ingressar en el Partit Republicà Radical. Defensà als líders agraris detinguts a Tui el 1922, i durant la Dictadura de Primo de Rivera, juntament amb els dirigents agraris Manuel Portela Valladares, Basilio Álvarez Rodríguez i Raimundo Vidal Pazos, treballà per l'abolició dels foros.
El 25 de setembre de 1930 participà en el Pacte de Barrantes i fou diputat per la província de Pontevedra a les eleccions generals espanyoles de 1931 i 1933. No fou reelegit a les de 1936. Durant la guerra civil espanyola es va mantenir apartat a les seves propietats, i després de la guerra li fou prohibit l'exercici de la professió durant uns anys. Després obriria un bufet a Vigo.